# عمر رويز هرنانديز
عمر رويز هرنانديز هو صحفي كوبي، ولد في 16 نوفمبر 1947.